# 劉謙吉
劉謙吉（1623年—1709年），字六皆，號切庵，江蘇省淮安縣人，康熙二年癸卯科舉人，康熙三年甲辰科進士，康熙二十七年由戶部郎中任思南府知府。康熙三十三年為山東按察使司副使提調學政

## 家族
父劉源長，字介祉，明末諸生，著有《茶史》。